# Casa Amarilla de Caracas
La Casa Amarilla de Caracas es un edificio de arquitectura neoclásica que data del siglo XIX y se encuentra frente a la Plaza Bolívar de Caracas y la Catedral, en la esquina principal del casco histórico de la ciudad.
Originalmente, sirvió como sede de la Real Cárcel de Caracas y del Ayuntamiento, pero tras ser reformada, se utilizó como palacio de gobierno y residencia oficial de los presidentes, entre ellos Francisco Linares Alcántara y Cipriano Castro. Desde 1912 es la sede del Ministerio de Relaciones Exteriores. El 16 de febrero de 1979, la Casa Amarilla es designada como Monumento Histórico Nacional.

## Historia

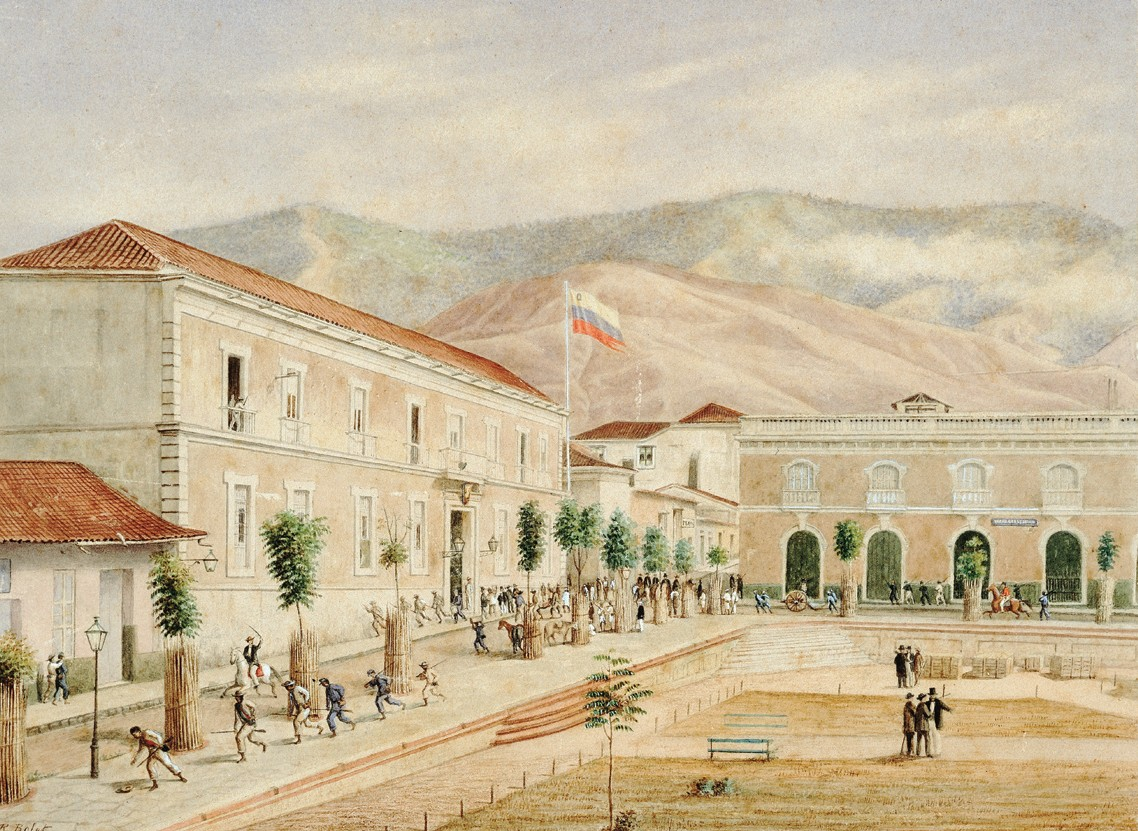
Caracas, Casa de Gobierno, Plaza Bolívar (Ramón Bolet Peraza, 1870).

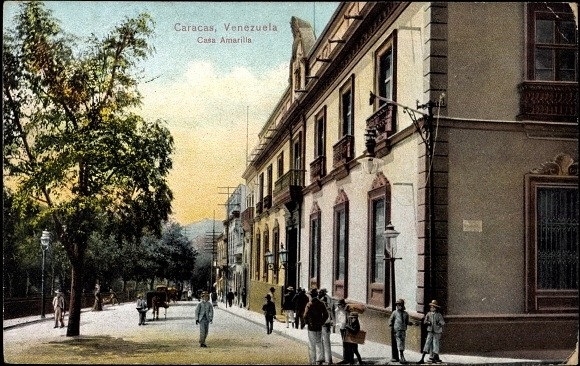
Postal de 1904 en la que aparece una vista lateral de la Casa Amarilla.

En el primer plano conocido de Caracas, elaborado por el gobernador Juan de Pimentel hacia 1578, el solar primigenio abarcaba un cuarto de manzana y estaba ocupado por una vivienda, la cual probablemente no pasaba de ser una modesta construcción de bahareque y horcones. En 1689, una parte de ese solar es adquirido por el Cabildo de Caracas a los herederos de Antonio de Tovar para construir la nueva cárcel de la ciudad, inaugurada en 1696. El lado sur de la parcela pasa a ser propiedad del Cabildo en 1704, tras realizar una permuta con Isabel María Xedler. En este último sitio se erigiría la nueva sede del Ayuntamiento, concluida en diciembre del año 1750.
La Casa del Cabildo fue escenario de los acontecimientos del 19 de abril de 1810, cuando desde sus balcones el canónigo José Cortés de Madariaga hizo una señal al pueblo de Caracas para que repudiara al Capitán General Vicente Emparan, en lo que se conoce como el Primer paso a la Independencia de Venezuela. Este suceso quedó registrado en acta cuya original se guarda y exhibe en la Capilla Santa Rosa de Lima del Palacio Municipal.
El terremoto del 26 de marzo de 1812 afectó a la antigua cárcel, la cual permaneció durante décadas en ruinas e inhabilita la sede del Ayuntamiento, cuya reconstrucción se demora cuatro años.

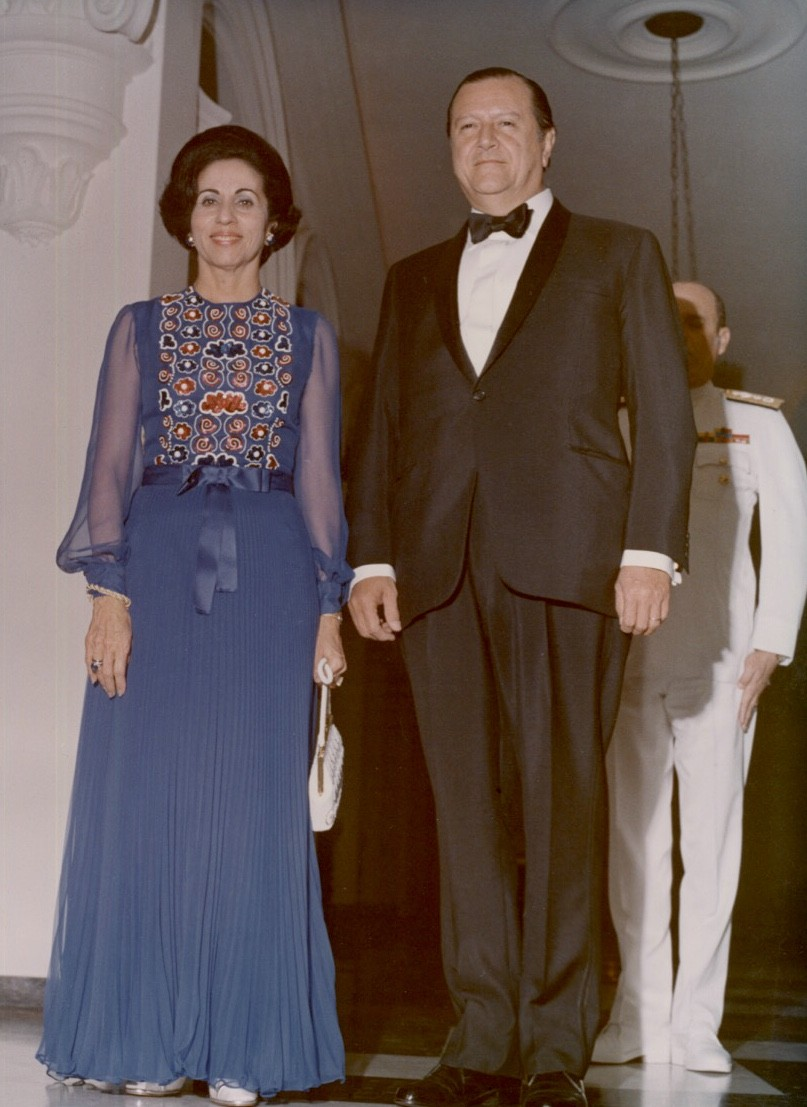
La primera dama Alicia Pietri y el presidente Rafael Caldera, durante una recepción oficial en la Casa Amarilla, el 13 de julio de 1973.

En 1841 el Congreso aprueba la venta de ambos edificios por parte de la Municipalidad al Gobierno Nacional, para destinarlos, una vez integrados, a Casa de Gobierno. Tras su reforma, la inauguración del inmueble se realiza en 1842, bajo la presidencia del General José Antonio Páez.
En 1874, por órdenes del presidente Antonio Guzmán Blanco, el edificio adquiere la imagen que hoy ostenta, al ser convertido en Palacio de Gobierno. Las obras de remodelación fueron dirigidas por el arquitecto Juan Hurtado Manrique, quien construyó el pabellón conmemorativo del Ayuntamiento de 1810 en el lado sur. El Palacio de Gobierno es inaugurado el 7 de noviembre de ese año, junto con la estatua ecuestre de Bolívar en la Plaza que desde entonces lleva su nombre. 
Mediante ley del 4 de mayo de 1877, el Congreso Nacional destina el Palacio de Gobierno a «Mansión del Presidente de la República». El general Francisco Linares Alcántara se convirtió en su primer huésped. Pintada entonces de amarillo, color que representaba al Partido Liberal, comenzó a denominarse «Casa Amarilla» en los propios documentos oficiales. 
Durante el terremoto del 28 de octubre de 1900, el segundo presidente en habitar la Casa, Cipriano Castro, se lanzó a la calle con paraguas, desde uno de sus balcones, lo que lo lleva a considerar cambiar de residencial oficial a un edificio con estructura antisísmica. Posteriormente, en 1904, la Presidencia de la República es trasladada al Palacio de Miraflores y la Casa Amarilla es ocupada por la Alta Corte de Casación y la Gobernación de Caracas.
 

Mediante decreto expedido el 28 de octubre de 1912, por el presidente Juan Vicente Gómez, el inmueble es convertido en sede del Ministerio de Relaciones Exteriores. En 1989 se incendió el segundo piso de la Casa, el cual destruyó parte del patrimonio artístico del inmueble.

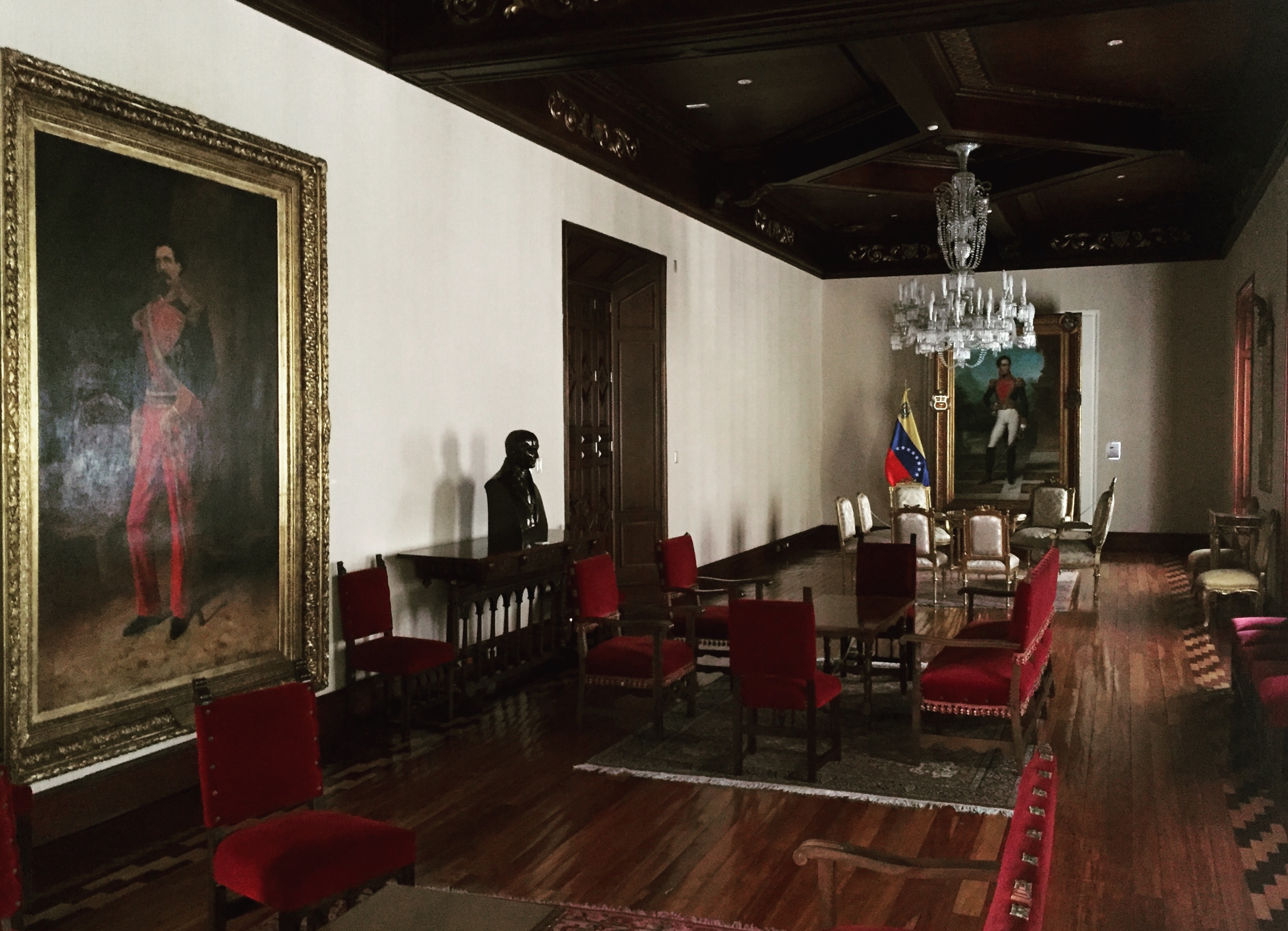
Salón Bolívar de la Casa Amarilla.

## Arquitectura
La Casa Amarilla posee una planta regular, de forma cuadrada, con dos pisos, organizada alrededor de un patio central; dicho patio se encuentra rodeado en ambos niveles por corredores, definidos por columnas de orden jónico que soportan una serie de arcadas. Dispone de diversos salones protocolares entre los cuales destaca el Salón Bolívar, que ocupa todo el frente del segundo piso.